# Josep Hurtuna i Giralt
Josep Hurtuna i Giralt (Barcelona, 14 d'abril de 1913 — Barcelona, 27 de juliol de 1978) fou un pintor, gravador i decorador de vidre i ceràmica català.
Es formà a l'Escola de Belles Arts de Barcelona (1927-1929) i a l'Institut del Teatre (1939), on estudià escenografia. Treballà al taller del pintor Manuel Mensa Salas entre 1929 i 1931. Obtingué una beca de l'Institut Francès de Barcelona i viatjà per França, Itàlia i Holanda. Fou president del Cercle Maillol durant un breu període, a partir del 1950. Fou soci fundador, a Barcelona, dels Salons d'Octubre (1948-55) i assidu dels Salons de Maig.